# نیتسا (رود)
نیتسا (به لاتین: Nitsa) یک رود در روسیه است که در استان سوردلوفسک واقع شده‌است.